# Buk (district de Prachatice)
Pour les articles homonymes, voir Buk.
Buk (en allemand : Buchen) est une commune du district de Prachatice, dans la région de Bohême-du-Sud, en République tchèque. Sa population s'élevait à 318 habitants en 2023.

## Géographie
Buk se trouve à 12 km à l'ouest-nord-ouest de Prachatice, à 47 km à l'ouest de České Budějovice et à 124 km au sud-sud-ouest de Prague.
La commune est limitée par Stružnice au nord, par Radhostice au nord-est, par Šumavské Hoštice, Drslavice et Kratušín à l'est, par Záblatí au sud-est, par Volary et Horní Vltavice au sud, et par Vimperk à l'ouest.

## Histoire
La première mention écrite du village date de 1299.

## Administration
La commune se compose de trois sections :
- Buk
- Včelná pod Boubínem
- Vyšovatka

## Galerie

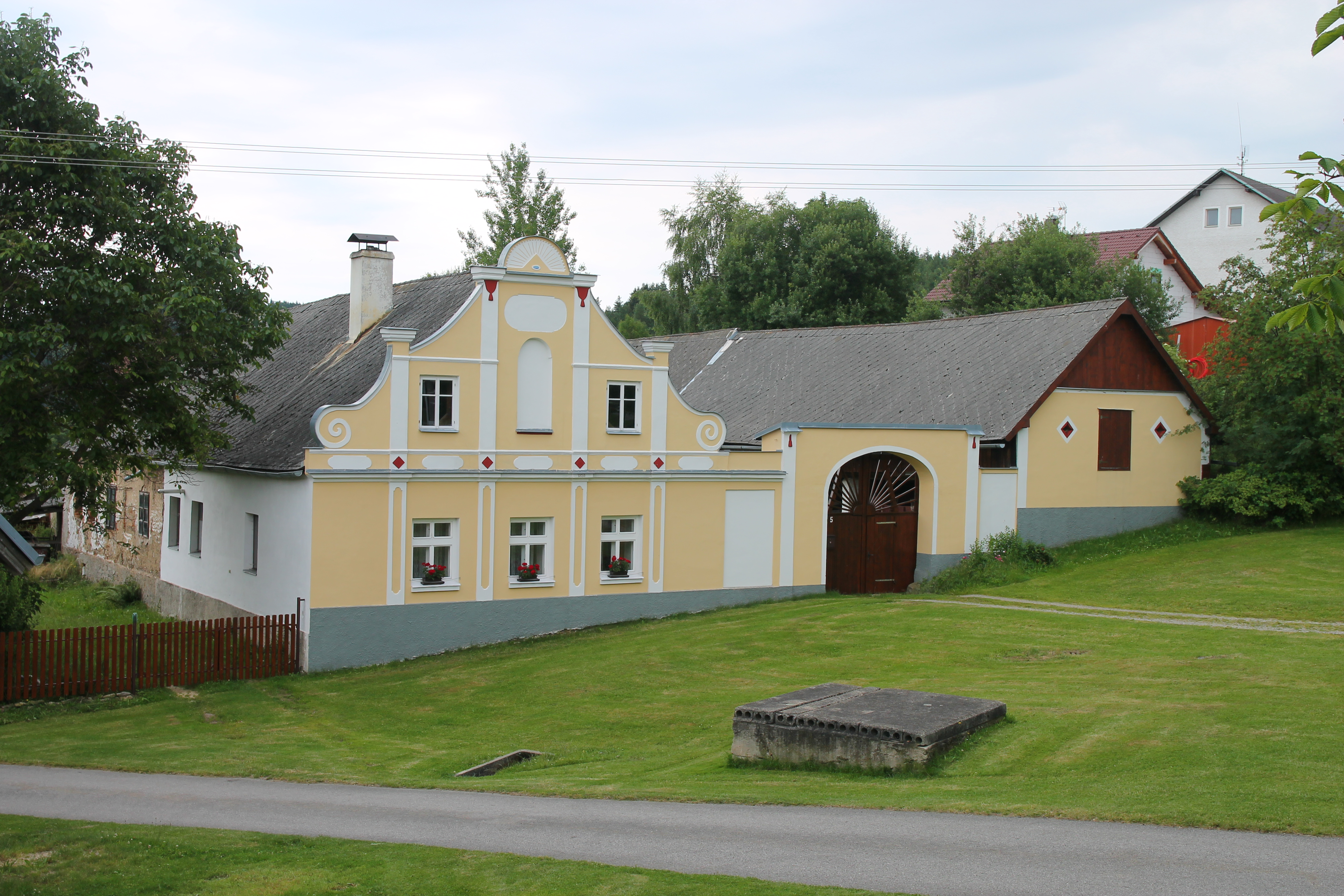
Maison à Buk.
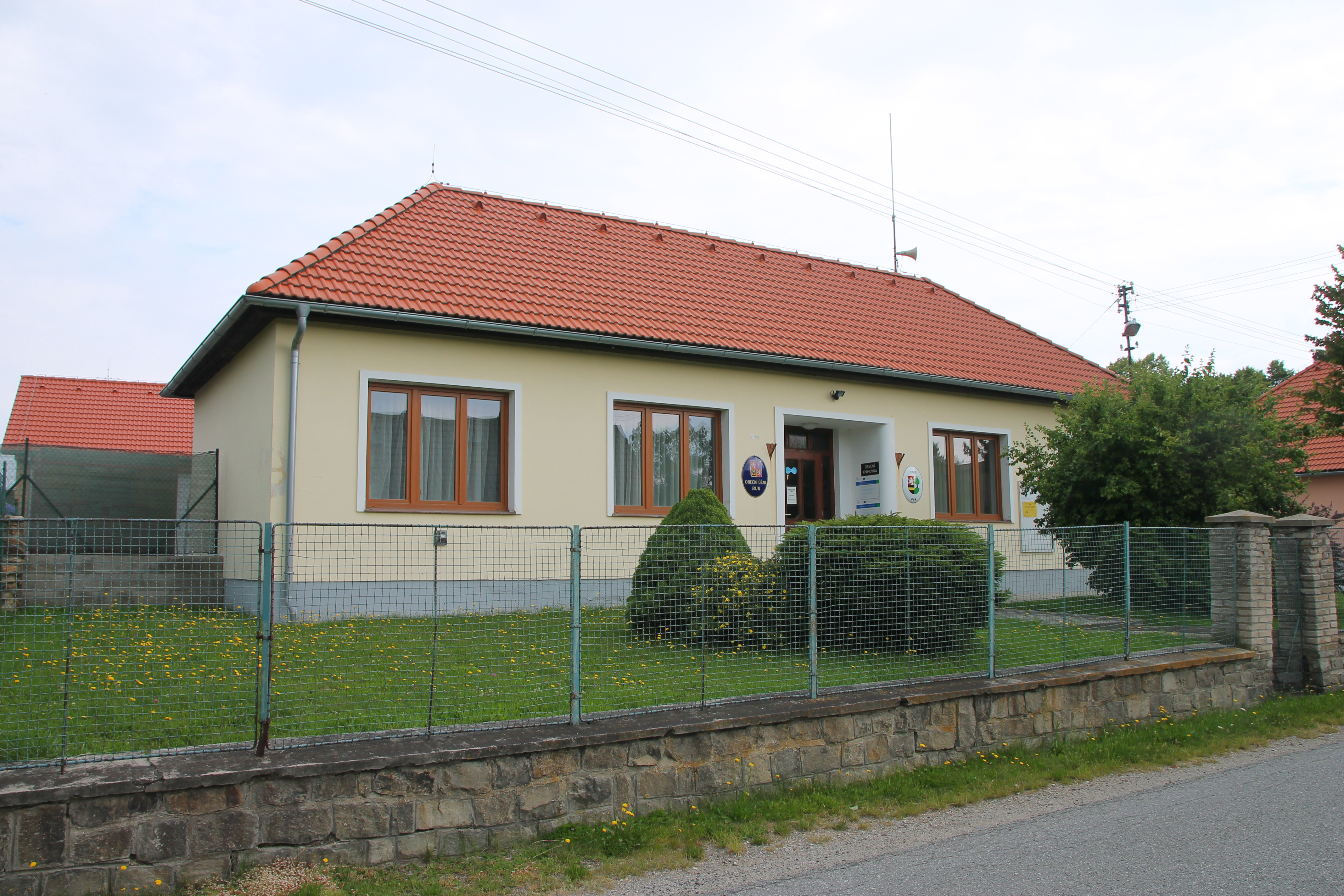
Buk : la mairie.

## Transports
Par la route, Buk se trouve à 7,5 km de Vimperk, à 18 km de Prachatice, à 55 km de Ceské Budejovice et à 150 km de Prague.